# نووبیریوچوو
نووبیریوچوو (انگلیسی: Novobiryuchevo) یک شهرک در شهرستان نوریمانوفسکی استان باشقیرستان کشور روسیه است.